# Arras-sur-Rhône
Arras-sur-Rhône ist eine französische Gemeinde mit 535 Einwohnern (Stand 1. Januar 2022) im Département Ardèche in der Region Auvergne-Rhône-Alpes. Ihre Bewohner werden Arragéois(es) genannt.

## Geografie
Arras liegt direkt am linken Rhôneufer, umgeben von Weinhängen, im Norden des Départements. Die Gemeinde grenzt an die Kommunen Saint-Vallier und Sarras. Die nächstgrößte Stadt ist Tournon-sur-Rhône in neun Kilometern Entfernung Richtung Südosten. Das Flüsschen Ozon, der die Gemeinde durchquert, mündet hier in die Rhône.

## Geschichte
Die Überreste eines römischen Aquädukts zeigen, dass die Gemeinde schon in der Antike besiedelt war.
Im Mittelalter wurde der Ort zwischen den zwei Co-Verwaltern Soubise und Jovyac aufgeteilt. Im 17. Jahrhundert wurde die Gemeinde in das Erbe der Provinz Tournon aufgenommen und gehörte anschließend zum Reich der Montmorency, dann zu den Lévy-Ventadour und zu den Rohan-Soubise. Am 25. Juli 1925 bekam die Gemeinde Arras zur besseren Unterscheidung das Toponym sur-Rhône.

### Bevölkerungsentwicklung
| Jahr      | 1962 | 1968 | 1975 | 1982 | 1990 | 1999 | 2009 | 2018 |
| Einwohner | 402  | 401  | 332  | 315  | 351  | 415  | 525  | 527  |

Quellen: Cassini und INSEE

## Kultur und Sehenswürdigkeiten
Arras-sur-Rhône ist trotz seiner Lage ein sehr ländlicher Ort geblieben. Im Fluss Ozon kann man auch heute noch Forellen fischen.
Sehenswert sind aber vor allem die Ruinen des Schlosses, an denen man immer noch die Teilung des Ortes im Mittelalter sehen kann. Der weiße Turm gehörte damals dem Grafen Soubise, der braune Turm, der im 18. Jahrhundert verschwunden ist, zu Jovyac.
Arras verfügt über einen alten Ortskern sowie über eine alte Brücke über die Rhône und eine Kirche im romanischen Stil, die einen antiken Meilenstein auf dem benachbarten Friedhof beherbergt. Sie fällt vor allem durch ihr historisches Kapitell und die alten Inschriften auf.
Vom antiken Amphitheater aus hat man einen Blick über das Rhônetal.